# Linia kolejowa Halle – Vienenburg
Linia kolejowa Halle – Vienenburg – niezelektryfikowana linia kolejowa w Niemczech, w krajach związkowych Saksonia-Anhalt i Dolna Saksonia o długości 123 km. Jest to ważny szlak kolejowy między Halle (Saale) i północnym regionem Harzu. Została ona otwarta w kilku odcinkach przez Magdeburg-Halberstädter Eisenbahngesellschaft między 1862 a 1872 roku i obecnie jest wykorzystywana z wyjątkiem nieczynnego odcinka pomiędzy Heudeber-Danstedt - Vienenburg przez DB Netz. Ruch pomiędzy Heudeber-Danstedt i Vienenburg zamknięto w 1996.
Między Halle (Saale) Hauptbahnhof i Halle-Trotha istnieje jednotorowa zelektryfikowana linia, wykorzystywana przez S-Bahn Mitteldeutschland, równolegle do linii kolejowej Halle-Halberstadt.